# S!ループ
S!ループ（えす！るーぷ）とは、かつてソフトバンクモバイルが公式に提供していた携帯電話3キャリア向けのコミュニケーションサービスである。2009年3月31日をもってサービス終了。

## 概要
- 日記を作成でき、仲間と情報交換をできる新しいサービスである。
- 無料サービスと有料サービスと用意されている。有料サービスは2006/10/30から開始されている。

## 主な機能
- ノート

登録した友達間でのみ見ることが可能な日記機能。絵文字や画像アップロードに対応している。
- サークル

掲示板機能。絵文字に対応している。
- オフィシャルノート

公式ブログ。エントリーに対してコメントできるものとできないものがある。
- ツール

日程調整機能。登録した友達およびメールアドレス指定された相手に対して日時を3つまで指定して出欠確認ができる。

## 対応機種
- SoftBank 3GとSoftBank 6-2に対応している。
- NTTドコモとau (携帯電話)の対応機種は明示されていない

## その他
- 友達の招待ができるのはソフトバンクモバイルからに制限されている
- 各携帯電話事業者の絵文字が変換されずそのまま表示される